# Othems socken
Othems socken ingick i Gotlands norra härad, ombildades 1936 till Slite köping och området ingår sedan 1971 i Gotlands kommun och motsvarar från 2016 Othems distrikt.
Socknens areal var den 1 januari 1961 53,54 kvadratkilometer, varav 52,68 km² land. År 2020 fanns här 1 766 invånare. Tätorten Slite samt kyrkbyn Othem med sockenkyrkan Othems kyrka ligger i socknen. 

## Administrativ historik
Othems socken har medeltida ursprung. Socknen tillhörde Forsa ting som i sin tur ingick i Rute setting i Nordertredingen.
Vid kommunreformen 1862 övergick socknens ansvar för de kyrkliga frågorna till Othems församling och för de borgerliga frågorna bildades Othems landskommun. Landskommunen ombildades 1936 till Slite köping och ingår sedan 1971 i Gotlands kommun. Församlingen uppgick 2006 i Othem-Boge församling.
1 januari 2016 inrättades distriktet Othem, med samma omfattning som församlingen hade 1999/2000.  
Socknen har tillhört samma fögderier och domsagor som Gotlands norra härad. De indelta båtsmännen tillhörde Gotlands första båtsmanskompani.

## Geografi
Othems socken ligger vid Gotlands östkust, omkring Slite och vid sjön Bogeviken. Socknen omfattar också öar som Asunden och Enholmen. Socknen består av odlad slättbygd omgiven av skogsmark och hällmark.

### Gårdsnamn
I socknen finns följande gårdsnamn: Barshage, Busarve, File, Klints, Kviende, Långume, Norrbys, Närs, Othemars, Prästgården, Spillings, Stenstugu, Ytlings, Österby.

## Fornlämningar
Sliprännestenar finns i socknen. Kända från socknen är 25 gravfält, tre kilometer av stensträngar, stenar med sliprännor och två fornborgar från järnåldern. Fem runristningar, Karlsvärds fästningsruin på Enholmen samt en labyrint är också kända.

## Namnet
Namnet (1336t Oteim) kommer från en bebyggelse, Othermars. Förleden är oklar, efterleden är hem, 'boplats; gård'.

## Befolkningsutveckling
| Befolkningsutvecklingen i Othems socken 1750–2020 | Befolkningsutvecklingen i Othems socken 1750–2020 | Befolkningsutvecklingen i Othems socken 1750–2020 | Befolkningsutvecklingen i Othems socken 1750–2020 | Befolkningsutvecklingen i Othems socken 1750–2020 |
| --- | ------------------------------------------------- | ------------------------------------------------- | ------------------------------------------------- | ------------------------------------------------- |
| |                                                   |                                                   |                                                   |                                                   |
| År |                                                   |                                                   | Folkmängd                                         |                                                   |
| 1750 | 1750                                              |                                                   | 201                                               |                                                   |
| 1760 | 1760                                              |                                                   | 280                                               |                                                   |
| 1769 | 1769                                              |                                                   | 273                                               |                                                   |
| 1780 | 1780                                              |                                                   | 306                                               |                                                   |
| 1790 | 1790                                              |                                                   | 296                                               |                                                   |
| 1800 | 1800                                              |                                                   | 415                                               |                                                   |
| 1810 | 1810                                              |                                                   | 438                                               |                                                   |
| 1820 | 1820                                              |                                                   | 495                                               |                                                   |
| 1830 | 1830                                              |                                                   | 556                                               |                                                   |
| 1840 | 1840                                              |                                                   | 629                                               |                                                   |
| 1850 | 1850                                              |                                                   | 820                                               |                                                   |
| 1860 | 1860                                              |                                                   | 858                                               |                                                   |
| 1870 | 1870                                              |                                                   | 993                                               |                                                   |
| 1880 | 1880                                              |                                                   | 1 091                                             |                                                   |
| 1890 | 1890                                              |                                                   | 1 007                                             |                                                   |
| 1900 | 1900                                              |                                                   | 1 057                                             |                                                   |
| 1910 | 1910                                              |                                                   | 1 139                                             |                                                   |
| 1920 | 1920                                              |                                                   | 1 446                                             |                                                   |
| 1930 | 1930                                              |                                                   | 1 859                                             |                                                   |
| 1940 | 1940                                              |                                                   | 2 038                                             |                                                   |
| 1950 | 1950                                              |                                                   | 2 298                                             |                                                   |
| 1960 | 1960                                              |                                                   | 2 206                                             |                                                   |
| 1970 | 1970                                              |                                                   | 2 173                                             |                                                   |
| 1980 | 1980                                              |                                                   | 2 102                                             |                                                   |
| 1990 | 1990                                              |                                                   | 2 026                                             |                                                   |
| 2000 | 2000                                              |                                                   | 1 978                                             |                                                   |
| 2010 | 2010                                              |                                                   | 1 810                                             |                                                   |
| 2020 | 2020                                              |                                                   | 1 766                                             |                                                   |
| Anm: Källor: Umeå universitet - Tabellverket 1749-1859, Demografiska databasen, CEDAR, Umeå universitet, Befolkningsutvecklingen i Gotlands socknar 2000 - 2010, Folkmängden per distrikt, landskap, landsdel eller riket efter kön. År 2015 - 2022. |                                                   |                                                   |                                                   |                                                   |

### Fotnoter
1. ↑   (PDF) Folkräkningen den 1 november 1960, I, Folkmängd inom kommuner och församlingar efter kön, ålder, civilstånd m.m.. Stockholm: Statistiska centralbyrån. 1965-09-30. sid. 6. Arkiverad från originalet den 15 juli 2015. https://www.webcitation.org/6a1zkRbkC?url=http://www.scb.se/Grupp/Hitta_statistik/Historisk_statistik/_Dokument/SOS/Folkrakningen_1960_01.pdf. Läst 26 december 2014 Arkiverad 14 oktober 2013 hämtat från the Wayback Machine.
2. ↑  ”Folkmängden per distrikt, landskap, landsdel eller riket efter kön. År 2015 - 2022”. Statistikdatabasen. Statistiska centralbyrån. http://www.statistikdatabasen.scb.se/pxweb/sv/ssd/START__BE__BE0101__BE0101A/FolkmangdDistrikt/. Läst 23 april 2023.
3. ↑  Harlén, Hans; Harlén Eivy (2003). Sverige från A till Ö: geografisk-historisk uppslagsbok. Stockholm: Kommentus. Libris 9337075. ISBN 91-7345-139-8
4. ↑  ”Församlingar”. Statistiska centralbyrån. https://www.scb.se/hitta-statistik/regional-statistik-och-kartor/regionala-indelningar/forsamlingar/. Läst 30 december 2022.
5. ↑  Administrativ historik för Othem socken (Klicka på församlingsposten). Källa: Nationella arkivdatabasen, Riksarkivet.
6. ↑  Om Gotlands båtsmanskompani
7. 1 2  Sjögren, Otto (1931). Sverige geografisk beskrivning del 2 Östergötlands, Jönköpings, Kronobergs, Kalmar och Gotlands län. Stockholm: Wahlström & Widstrand. Libris 9939
8. 1 2  Nationalencyklopedin
9. ↑  Svensk Uppslagsbok andra upplagan 1947–1955: Othem socken
10. ↑  Förteckning över slipskåror
11. ↑  Fornlämningar, Statens historiska museum: Othems socken
12. ↑  Fornminnesregistret, Riksantikvarieämbetet: Othems socken Fornminnen i socknen erhålls på kartan genom att skriva in sockennamn (utan "socken") i "Ange geografiskt område"
13. ↑  Mats Wahlberg, red (2003). Svenskt ortnamnslexikon. Uppsala: Institutet för språk och folkminnen. Libris 8998039. ISBN 91-7229-020-X. https://isof.diva-portal.org/smash/get/diva2:1175717/FULLTEXT02.pdf